# Димитър Лисичаров
Димитър Стоянов Лисичаров е български оператор.

## Биография
Роден е в град Пазарджик на 4 май 1949 г. През 1979 г. завършва операторско майсторство във ВИТИЗ „Кръстьо Сарафов“.

## Филмография
Като актьор
- Една жена на 33 Любовникът на Дора

Като оператор
- Живот до поискване
- Някой пред вратата